# Les Jumeaux de l'Apocalypse
Les Jumeaux de l'Apocalypse (The Alternative Factor) est le vingt-septième épisode de la première saison de la série télévisée Star Trek. Vingtième épisode à avoir été produit, il fut diffusé pour la première fois le 30 mars 1967 sur la chaîne NBC.
L'Enterprise perçoit une perturbation à l'échelle de la galaxie. Le coupable semble être un homme sur une planète non loin d'eux, nommé Lazarus. Toutefois celui-ci semble agité et dit être poursuivi par une force diabolique.

## Distribution

### Acteurs principaux
- William Shatner : Capitaine Kirk (VF : Yvon Thiboutot)
- Leonard Nimoy : Spock (VF : Régis Dubost)
- DeForest Kelley : McCoy
- Nichelle Nichols : Uhura

### Acteurs secondaires
- Robert Brown : Lazarus
- Janet MacLachlan : lieutenant Charlene Masters
- Richard Derr : commodore Barstow
- Christian Patrick : transporteur en chef
- Arch Whiting : assistant ingénieur
- Tom Lupo : garde de sécurité
- Ron Veto : garde de sécurité
- Vince Calenti : garde de sécurité
- Eddie Paskey : lieutenant Leslie

## Résumé
L'Enterprise reçoit un choc énergétique alors qu'ils sont en train de faire un relevé cartographique sur une planète. Spock découvre que la gravité de la planète est d'un seul coup passée à zéro et que l'espace autour d'eux a disparu le temps d'un clin d'œil. Ils détectent la présence d'un être humain qui n'était pas là auparavant et se rendent sur place. Ils découvrent un vaisseau monoplace ainsi qu'un homme barbu qui tombe d'une falaise peu de temps après leur arrivée. Ils le transportent jusqu'à l'Enterprise.
De retour sur le vaisseau, le lieutenant Masters informe le capitaine Kirk que la turbulence mystérieuse semble avoir drainé les cristaux de dilithium. De plus un message de Starfleet les informe que le même effet s'est produit de leur côté. Lazarus explique qu'il est poursuivi par son ennemi qui tente de détruire l'univers. De plus il semble être soumis à une force qui le fait changer d'univers et le change en un alter-ego au comportement opposé. Lazarus demande qu'on lui remette les cristaux de dilithium de l'Entreprise afin qu'il puisse réparer son vaisseau et battre son ennemi. Kirk refuse et Lazarus tente de voler les cristaux.
Repris et interrogé, Lazarus affirme qu'il s'agit de l'autre, son ennemi, qui prend sa place avec lui par moments lors d'épisodes où il se retrouve être dans un couloir dimensionnel. Il affirme être un voyageur temporel. Monsieur Spock développe l'hypothèse qu'une créature qu'il nomme "l'anti-lazarus" vient d'un univers d'anti-matière mais que s'ils se rencontraient, leur auto-destruction annihilerait à la fois leur univers de matière et celui d'anti-matière. Pendant ce temps, Lazarus réussi à s'enfuir et à voler les cristaux de dilithium. Kirk parvient à le rattraper alors qu'il répare son vaisseau, mais il est envoyé dans l'univers d'anti-matière par accident.
Dans l'univers parallèle, Kirk rencontre l'Anti-Lazarus qui s'avère être quelqu'un de calme et de rationnel. La machine à voyager dans le temps de Lazarus est en réalité une porte dimensionnelle. Ils concluent que Lazarus est fou au point de vouloir tuer son double d'anti-matière ce qui détruirait alors les deux univers. L'Anti-Lazarus renvoie Kirk dans son univers et celui-ci pousse Lazarus dans la porte dimensionnelle avant de détruire le vaisseau. Lazarus et son double se retrouvent alors bloqués à l'intérieur du couloir dimensionnel à se battre pour l'éternité, permettant aux deux univers de garder leur stabilité.

## Autour de l'épisode
- C'est le premier épisode à parler des cristaux de dilithium permettant de faire fonctionner un vaisseau.
- Les personnages de Montgomery Scott et d' Hikaru Sulu n'apparaissent pas dans cet épisode.

## Production

### Écriture
L'épisode fut écrit par le scénariste Don Ingalls sur une idée proposée le 29 août 1966. Le script fut plusieurs fois réécrit par l'auteur puis par le producteur Gene L. Coon pour atteindre sa forme finale le 14 novembre 1966. Le script original mentionnait une histoire d'amour entre une femme de l'équipage et Lazarus, ce que le producteur principal de la série Gene Roddenberry estimait être une intrigue trop proche de celle de l'épisode Les Derniers Tyrans.

### Casting
C'est le premier épisode dans lequel le personnage récurrent joué par l'acteur Eddie Paskey est crédité sous le nom de Lieutenant Leslie.

### Tournage

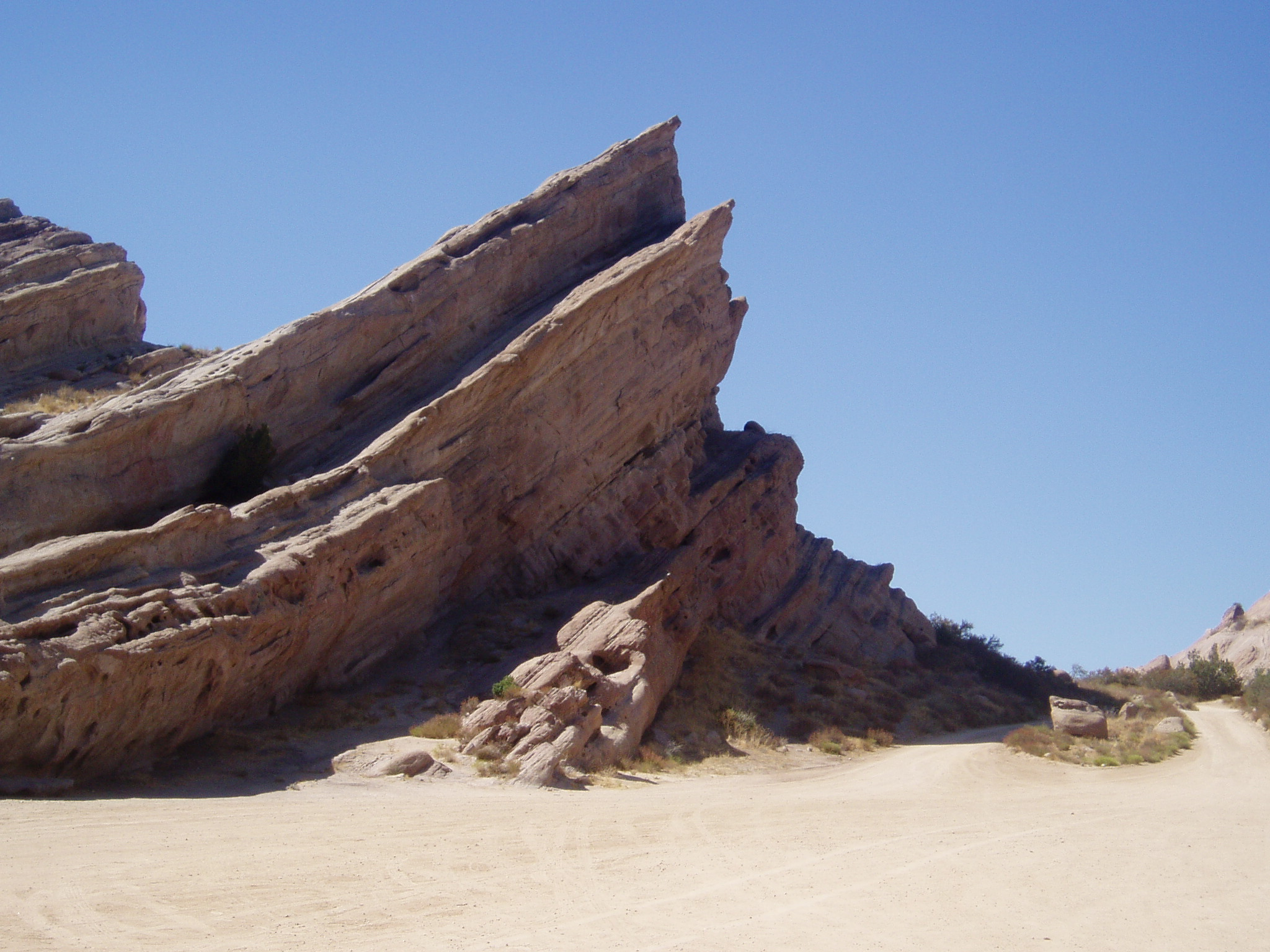
Le parc de Vasquez Rocks

Le tournage eut lieu du 16 au 25 novembre 1966 au studio de la compagnie Desilu sur Gower Street à Hollywood sous la direction de Gerd Oswald ainsi qu'au parc de Vasquez Rocks.
John Drew Barrymore qui devait jouer à l'origine le rôle de Lazarus ne se présenta pas le premier jour de tournage, sans que quiconque sache où il se trouvait. La première journée de tournage fut donc consacré aux scènes où le personnage ne se trouvait pas. Il fut remplacé au pied levé par l'acteur Robert Brown qui raconta avoir été projeté quasi-littéralement devant les caméras le deuxième jour de tournage. De plus certaines scènes qui devaient être tournées à Vasquez Rocks furent finalement tournées en studio, notamment celles se déroulant dans l'univers d'anti-matière. À la suite de cet incident, Barrymore fut renvoyé pendant six mois de la Screen Actors Guild l'empêchant d'être engagé comme acteur sur d'autres projets. Les costumes et les maquillages avaient été à l'origine prévus pour Barrymore, ce qui explique la barbe porté par Lazarus qui ne correspond pas à la forme du visage de Robert Brown.
Des éléments du neutraliseur neural de l'épisode Les Voleurs d'esprit furent réutilisé pour créer la console permettant de contrôler les cristaux de dilithiums.

### Post production
Les effets spéciaux pour les bruts passages entre deux dimensions furent créés en superposant des images de la nébuleuse Trifide ainsi que des plans montrant des hommes se battant en négatif.

## Diffusions

### Diffusion aux États-Unis
L'épisode fut retransmis à la télévision pour la première fois le 30 mars 1967 sur la chaîne américaine NBC en tant que vingt-septième épisode de la première saison.

### Diffusion au Royaume Uni et au Québec
L'épisode fut diffusé au Royaume Uni le 6 décembre 1969 sur BBC One.
En version francophone, l'épisode fut diffusé au Québec en 1971. 

### Diffusion en France
En France, l'épisode est diffusé le 6 août 1986 lors de la rediffusion de l'intégrale de Star Trek sur La Cinq.

## Réception critique
L'épisode est souvent considéré par les fans de la série comme un des plus mauvais. Dans un classement pour le site Hollywood.com Christian Blauvelt place cet épisode à la 77e position sur les 79 épisodes de la série originelle considérant que si la matière et l'anti-matière donne un résultat explosif, c'est loin d'être le cas de cet épisode. Pour le siteThe A.V. Club Zack Handlen donne à l'épisode la note de C- trouvant l'épisode "troublant" et "déméritant" tout en étant mal rythmé. Pour le site Agony Booth Ed Harris justifiera l'absence de John Drew Barrymore en disant que "vu le script de l'épisode, on ne peut pas le blâmer et pour être parfaitement franc, le reste du casting aurait dû faire de même." 

## Adaptations littéraire
L'épisode fut romancé sous forme d'une nouvelle écrite par James Blish dans le livre « Star Trek 10 », un recueil compilant différentes histoires de la série et sortit en 1974 aux éditions Bantam Books.

## Éditions commerciales
Aux États-Unis, l'épisode est disponible sous différents formats. En 1985, l'épisode est sorti en VHS et Betamax. L'épisode sortit en version remastérisée sous format DVD en 1999 et 2004. L'épisode connue une version remasterisée sortie le 1er décembre 2007 : l'épisode connu de nombreux nouveaux effets spéciaux, notamment les plans de la planète inconnue vue de l'espace, les plans de l'Enterprise qui ont été refait à partir d'images de synthèse et la bataille entre Lazarus et son comparse d'anti-matière. Cette version est comprise dans l'édition Blu-ray, diffusée en avril 2009.
En France, l'épisode fut disponible avec l'édition VHS de l'intégrale de la saison 1, sortie le 13 janvier 2000. L'édition DVD est sortie le 30 août 2004 et l'édition Blu-ray le 29 avril 2009.